# Lafrimbolle
Lafrimbolle é uma comuna francesa na região administrativa de Grande Leste, no departamento de Mosela. Estende-se por uma área de 10,72 km². Em 2010 a comuna tinha 207 habitantes (densidade: 19,3 hab./km²).